# Duvidha
Pour plus de détails, voir Fiche technique et Distribution.
Duvidha (également sous-titré Le Dilemme) est un film indien réalisé par Mani Kaul, sorti en 1973. C'est l'adaptation de l'histoire du même nom écrite par Vijaydan Detha.

## Synopsis
Un homme, fils de marchand, doit laisser temporairement son épouse afin de s'occuper du commerce familial situé dans une ville éloignée, sur plusieurs années. C'est alors qu'un fantôme tombe amoureux de cette jeune femme et prend, même, l'apparence de son mari tout en lui avouant, en sus, la supercherie, ce qui la rend dans l'obligation de choisir entre ces deux hommes. Au retour du mari, il s'agira de discerner lequel des deux est le vrai, ce dont un sage local aura la charge.

## Fiche technique
- Titre français : Duvidha
- Réalisation : Mani Kaul
- Scénario : Mani Kaul, d'après une histoire de Vijaydan Detha
- Photographie : Navroze Contractor
- Montage : Ravi Patnaik
- Production : Mani Kaul
- Pays de production :  Inde
- Format : couleurs - 35 mm - mono
- Genre : drame
- Durée : 82 minutes
- Date de sortie :
  - Inde : 1973
  - France : 4 janvier 2023

## Distribution
- Ravi Menon : Krishnalal, le fils du marchand / l'esprit
- Raisa Padamsee : Lacchi, la mariée
- Hardan :
- Manohar Lalas :
- Bhola Ram :
- Kana Ram :
- Shambhudan :